# Het Gelders Orkest

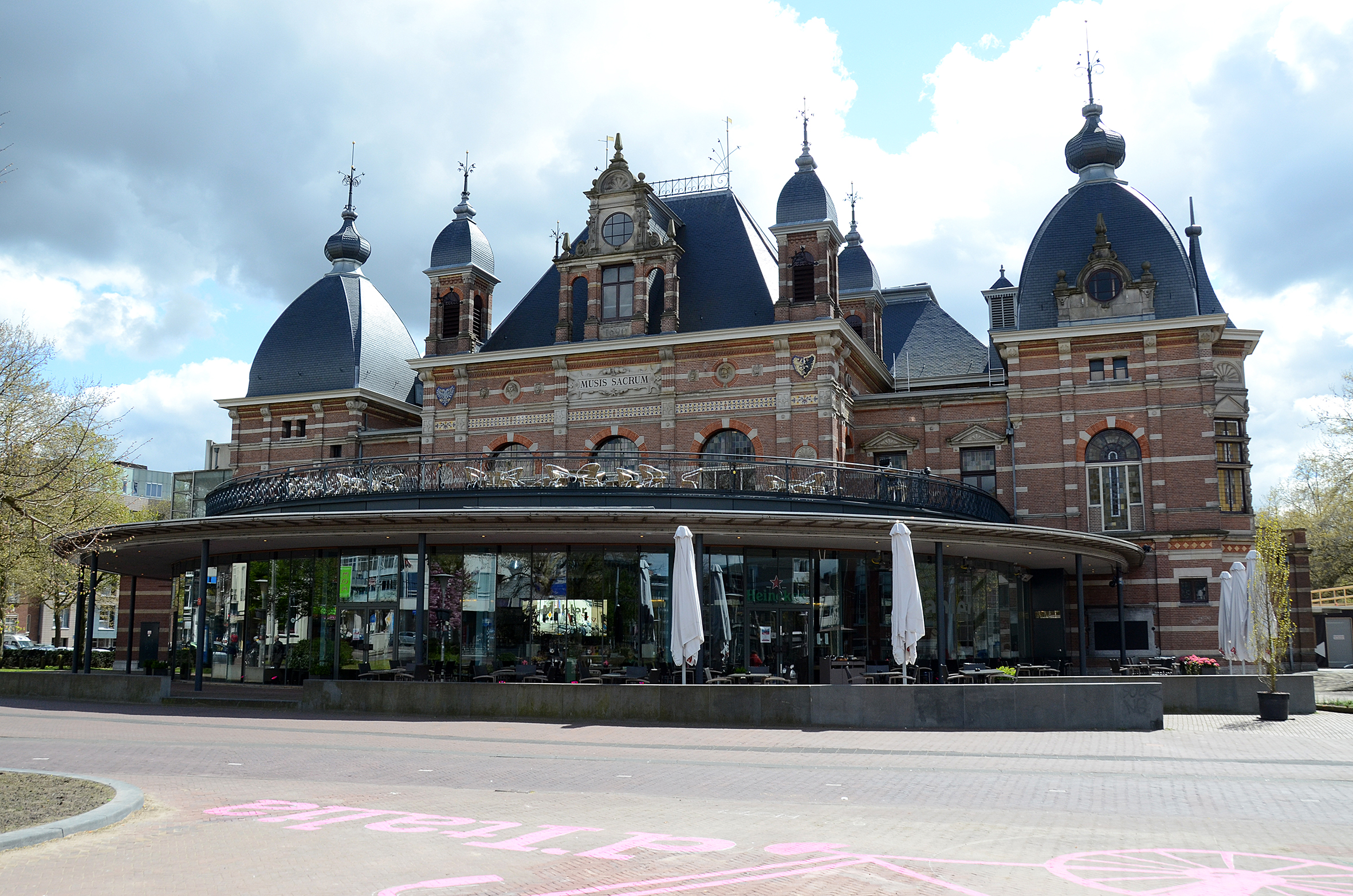
Musis Sacrum in Arnhem, sinds 1889 de thuisbasis van AOV / HGO

Het Gelders Orkest (HGO) was van 1889 tot 2019 een Nederlands symfonieorkest, gevestigd in Arnhem, dat deze naam droeg vanaf 1949 en het orkest was van de Nederlandse provincie Gelderland. Bij plaatopnamen en bij optredens in het buitenland gebruikte het de naam Arnhem Philharmonic Orchestra. In 2019 fuseerde Het Gelders Orkest met Orkest van het Oosten onder de naam Phion, Orkest van Gelderland en Overijssel. 

## AOV
In 1889 werd het orkest door Albert Kwast opgericht als de Arnhemsche Orchest Vereeniging (AOV). Op 17 oktober 1903 verzorgde dit orkest - versterkt met leden van het toenmalige Utrechtsch Stedelijk Orkest - onder leiding van Martin Heuckeroth de Nederlandse première van de Derde Symfonie van Gustav Mahler, enkele dagen voordat de componist zelf dit werk in Amsterdam bij het Concertgebouworkest zou dirigeren. Kwast was chef-dirigent van 1889 tot 1893 en daarna opnieuw van 1904 tot 1910. In de tussenliggende periode stond Heuckeroth aan het hoofd. Een belangrijke impuls kreeg het orkest vervolgens door de aanstelling van Peter van Anrooy, die in 1917 werd opgevolgd door Richard Heuckeroth (zoon van Martin Heuckeroth) en in 1920 door Martin Spanjaard. Diens opvolger als eerste dirigent was Jaap Spaanderman, die het artistieke peil sterk wist te verhogen. Hij bleef aan van 1932 tot het einde van de Tweede Wereldoorlog en daarna van 1947 tot 1949. Tweede dirigent was jarenlang Leo Pappenheim.

## HGO
Na de Tweede Wereldoorlog werd in 1949 de Stichting Het Gelders Orkest opgericht, die niet alleen Arnhem, maar de gehele provincie Gelderland ging bedienen. Het orkest stond achtereenvolgens onder leiding van de dirigenten Jan Out, Carl von Garaguly, Leo Driehuys, Yoav Talmi, Roberto Benzi (1989-1998) en Lawrence Renes (1998-2002). Een bijzonder project was in de jaren negentig de opname van het complete orkestwerk van Igor Markevitsj met dirigent Christopher Lyndon-Gee op zeven cd's.
Van 2003 tot 2009 ontwikkelde het orkest zich verder onder leiding van artistiek adviseur en chef-dirigent Martin Sieghart. Hij maakte met het orkest onder andere cd-opnamen van werk van Mahler, Schubert en Brahms. Ook kwam het tot uitvoeringen in de Wiener Musikverein. Vaste gastdirigent is sinds 2002 de Rus Nikolai Alexeev. Onder zijn leiding wordt veel muziek van Russische componisten gespeeld. Alexeev had in 2004 de muzikale leiding van het Stravinsky Festival in Arnhem. Ook Ken-Ichiro Kobayashi was als vaste dirigent aan Het Gelders Orkest verbonden. Onder zijn leiding maakte het orkest in 2007 en 2009 tournees door zijn vaderland Japan. Sieghart heeft de titel honorair gastdirigent. Het orkest heeft ook andere bekende dirigenten op de bok gehad. Zo stonden onder anderen Bernard Klee, Jaap van Zweden en Roy Goodman als dirigent voor het orkest.
Vanaf 1 augustus 2011 stond Het Gelders Orkest onder de artistieke leiding van de Italiaanse chef-dirigent Antonello Manacorda. De Venezolaan Christian Vásquez was sinds 2016 vaste gastdirigent naast Alexeev, als opvolger van Kobayashi.
De vaste concertzaal van het orkest is Musis Sacrum in Arnhem. Daarnaast wordt regelmatig opgetreden in andere Gelderse concertzalen, zoals De Vereeniging in Nijmegen en Orpheus in Apeldoorn. Sinds 2014 begeleidt het orkest jaarlijks de artiesten tijdens de nationale herdenkingsconcert The Bridge to Liberation.

## Phion
Op 1 september 2019 fuseerde Het Gelders Orkest met het Orkest van het Oosten te Enschede. onder de nieuwe naam Phion, orkest van Gelderland & Overijssel. In september 2020 werd Otto Tausk benoemd tot chef-dirigent. In mei 2023 werd Alexei Ogrintchouk benoemd tot chef-dirigent.